# Aetobatus
Genre
Aetobatus est un genre de raies de la famille des Myliobatidae.

## Liste desespèces
Selon FishBase (6 août 2025) :
- Aetobatus flagellum (Bloch & Schneider, 1801) -- circumtropicale, rare
- Aetobatus laticeps  Gill, 1865
- Aetobatus narinari (Euphrasen, 1790) -- circumtropicale et subtropicale (la plus abondante et répartie)
- Aetobatus narutobiei White, Furumitsu & Yamaguchi, 2013 -- Japon
- Aetobatus ocellatus (Kuhl, 1823) -- circumtropicale sud

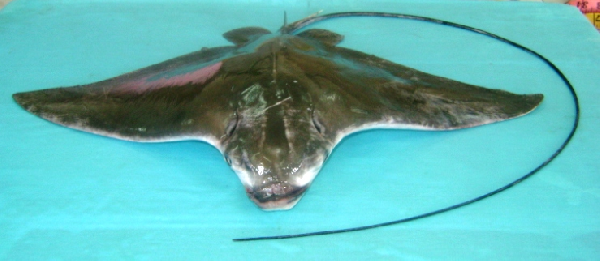
Aetobatus flagellum
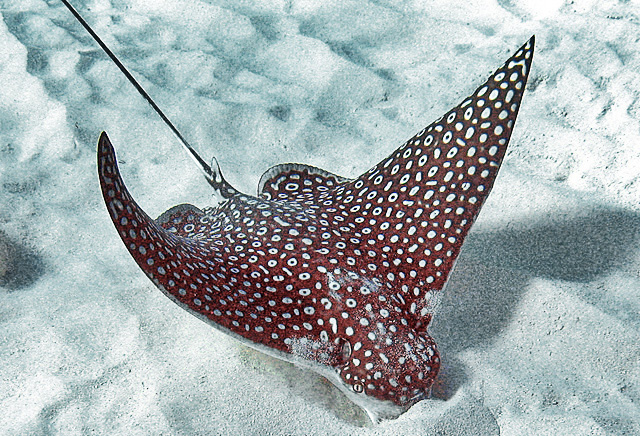
Aetobatus narinari
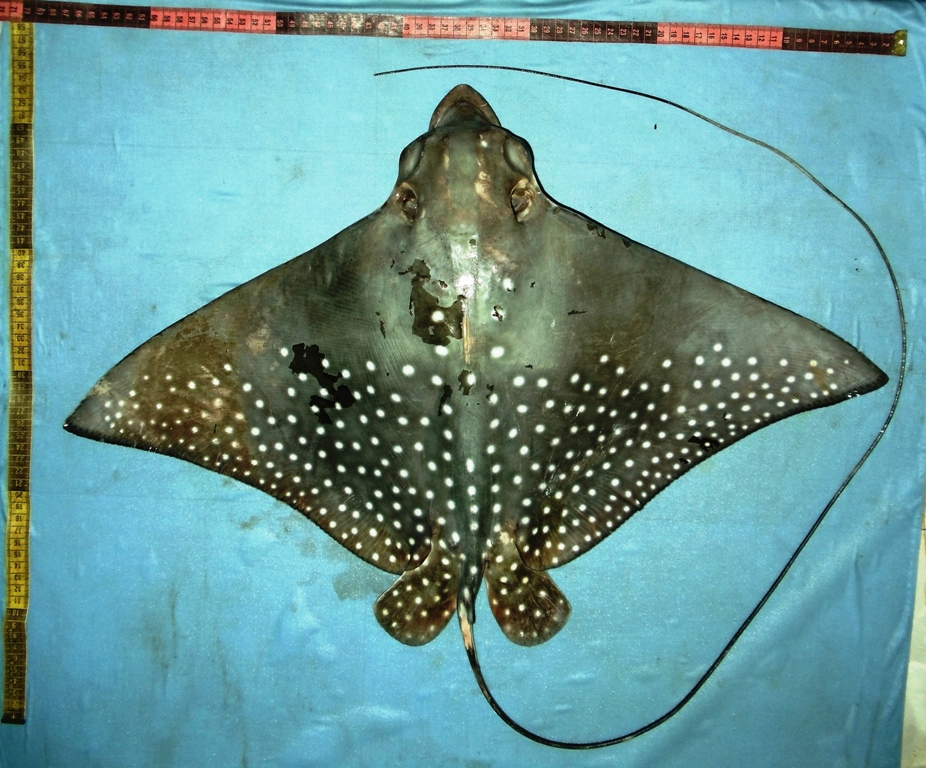
Aetobatus ocellatus
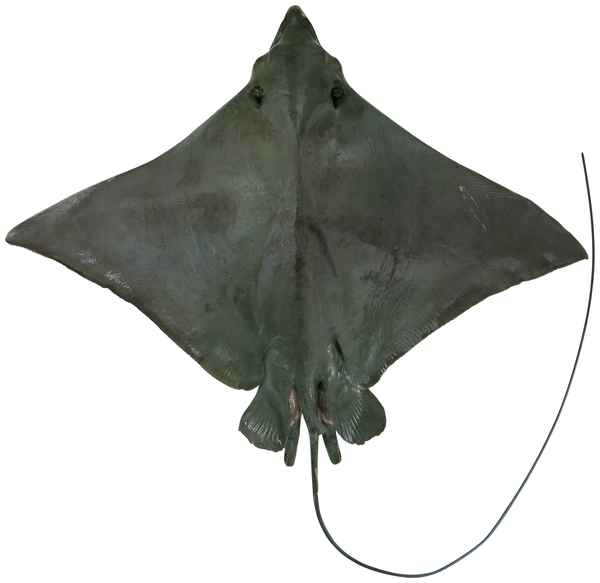
Aetobatus narutobiei